# Polymixis nivescens
Polymixis nivescens är en fjärilsart som beskrevs av Otto Staudinger 1861. Polymixis nivescens ingår i släktet Polymixis och familjen nattflyn. Inga underarter finns listade i Catalogue of Life.